# 2014-es Formula–1 amerikai nagydíj
Az amerikai nagydíj volt a 2014-es Formula–1 világbajnokság tizenhetedik futama, amelyet 2014. október 31. és november 2. között rendeztek meg az Amerikai Egyesült Államokbeli Circuit of the Americason, Austinban. A futamon a Marussia és a Caterham csődeljárás miatt nem vett részt, így csak 18 autó rajtolt el.

## Szabadedzések

### Első szabadedzés
Az amerikai nagydíj első szabadedzését október 31-én, pénteken délelőtt tartották.
| helyezés | versenyző         | csapat/motor         | elért idő | különbség | futott kör |
| -------- | ----------------- | -------------------- | --------- | --------- | ---------- |
| 1        | Lewis Hamilton    | Mercedes             | 1:39,941  | −         | 28         |
| 2        | Nico Rosberg      | Mercedes             | 1:40,233  | +0,292    | 32         |
| 3        | Jenson Button     | McLaren-Mercedes     | 1:40,319  | +0,378    | 27         |
| 4        | Danyiil Kvjat     | Toro Rosso-Renault   | 1:40,887  | +0,946    | 33         |
| 5        | Kevin Magnussen   | McLaren-Mercedes     | 1:40,987  | +1,046    | 29         |
| 6        | Fernando Alonso   | Ferrari              | 1:41,065  | +1,124    | 27         |
| 7        | Sebastian Vettel  | Red Bull-Renault     | 1:41,463  | +1,522    | 20         |
| 8        | Felipe Nasr       | Williams-Mercedes    | 1:41,545  | +1,604    | 19         |
| 9        | Nico Hülkenberg   | Force India-Mercedes | 1:41,722  | +1,781    | 24         |
| 10       | Max Verstappen    | Toro Rosso-Renault   | 1:41,785  | +1,844    | 32         |
| 11       | Felipe Massa      | Williams-Mercedes    | 1:41,907  | +1,966    | 21         |
| 12       | Kimi Räikkönen    | Ferrari              | 1:41,965  | +2,024    | 23         |
| 13       | Pastor Maldonado  | Lotus-Renault        | 1:42,329  | +2,388    | 28         |
| 14       | Adrian Sutil      | Sauber-Ferrari       | 1:42,333  | +2,392    | 23         |
| 15       | Sergio Pérez      | Force India-Mercedes | 1:42,359  | +2,418    | 23         |
| 16       | Esteban Gutiérrez | Sauber-Ferrari       | 1:42,516  | +2,575    | 24         |
| 17       | Daniel Ricciardo  | Red Bull-Renault     | 1:42,598  | +2,657    | 5          |
| 18       | Romain Grosjean   | Lotus-Renault        | 1:43,229  | +3,288    | 26         |

### Második szabadedzés
Az amerikai nagydíj második szabadedzését október 31-én, pénteken délután tartották.
| helyezés | versenyző         | csapat/motor         | elért idő | különbség | futott kör |
| -------- | ----------------- | -------------------- | --------- | --------- | ---------- |
| 1        | Lewis Hamilton    | Mercedes             | 1:39,085  | −         | 18         |
| 2        | Nico Rosberg      | Mercedes             | 1:39,088  | +0,003    | 34         |
| 3        | Fernando Alonso   | Ferrari              | 1:40,189  | +1,104    | 29         |
| 4        | Daniel Ricciardo  | Red Bull-Renault     | 1:40,390  | +1,305    | 30         |
| 5        | Felipe Massa      | Williams-Mercedes    | 1:40,457  | +1,372    | 36         |
| 6        | Kimi Räikkönen    | Ferrari              | 1:40,543  | +1,458    | 32         |
| 7        | Danyiil Kvjat     | Toro Rosso-Renault   | 1:40,631  | +1,546    | 34         |
| 8        | Kevin Magnussen   | McLaren-Mercedes     | 1:40,641  | +1,556    | 38         |
| 9        | Jenson Button     | McLaren-Mercedes     | 1:40,698  | +1,613    | 36         |
| 10       | Nico Hülkenberg   | Force India-Mercedes | 1:40,800  | +1,715    | 25         |
| 11       | Valtteri Bottas   | Williams-Mercedes    | 1:40,828  | +1,743    | 37         |
| 12       | Romain Grosjean   | Lotus-Renault        | 1:41,054  | +1,969    | 31         |
| 13       | Jean-Éric Vergne  | Toro Rosso-Renault   | 1:41,110  | +2,025    | 36         |
| 14       | Sergio Pérez      | Force India-Mercedes | 1:41,123  | +2,038    | 35         |
| 15       | Pastor Maldonado  | Lotus-Renault        | 1:41,158  | +2,073    | 37         |
| 16       | Adrian Sutil      | Sauber-Ferrari       | 1:41,332  | +2,247    | 33         |
| 17       | Esteban Gutiérrez | Sauber-Ferrari       | 1:41,420  | +2,335    | 34         |
| 18       | Sebastian Vettel  | Red Bull-Renault     | 1:43,980  | +4,895    | 19         |

### Harmadik szabadedzés
Az amerikai nagydíj harmadik szabadedzését november 1-jén, szombaton délelőtt tartották.
| helyezés | versenyző         | csapat/motor         | elért idő | különbség | futott kör |
| -------- | ----------------- | -------------------- | --------- | --------- | ---------- |
| 1        | Lewis Hamilton    | Mercedes             | 1:37,107  | −         | 13         |
| 2        | Nico Rosberg      | Mercedes             | 1:37,990  | +0,883    | 15         |
| 3        | Felipe Massa      | Williams-Mercedes    | 1:38,214  | +1,107    | 19         |
| 4        | Valtteri Bottas   | Williams-Mercedes    | 1:38,437  | +1,330    | 20         |
| 5        | Fernando Alonso   | Ferrari              | 1:38,727  | +1,620    | 13         |
| 6        | Daniel Ricciardo  | Red Bull-Renault     | 1:38,927  | +1,820    | 16         |
| 7        | Nico Hülkenberg   | Force India-Mercedes | 1:38,960  | +1,853    | 20         |
| 8        | Adrian Sutil      | Sauber-Ferrari       | 1:39,000  | +1,893    | 22         |
| 9        | Kimi Räikkönen    | Ferrari              | 1:39,143  | +2,036    | 17         |
| 10       | Jenson Button     | McLaren-Mercedes     | 1:39,241  | +2,134    | 22         |
| 11       | Kevin Magnussen   | McLaren-Mercedes     | 1:39,335  | +2,228    | 19         |
| 12       | Pastor Maldonado  | Lotus-Renault        | 1:39,448  | +2,341    | 18         |
| 13       | Romain Grosjean   | Lotus-Renault        | 1:39,561  | +2,454    | 21         |
| 14       | Sergio Pérez      | Force India-Mercedes | 1:39,582  | +2,475    | 21         |
| 15       | Danyiil Kvjat     | Toro Rosso-Renault   | 1:39,688  | +2,581    | 19         |
| 16       | Esteban Gutiérrez | Sauber-Ferrari       | 1:40,208  | +3,101    | 22         |
| 17       | Jean-Éric Vergne  | Toro Rosso-Renault   | 1:41,443  | +4,336    | 12         |
| 18       | Sebastian Vettel  | Red Bull-Renault     | 1:43,765  | +6,658    | 25         |

## Időmérő edzés
Az amerikai nagydíj időmérő edzését november 1-jén, szombaton futották.
| helyezés              | rajtszám | versenyző         | csapat/motor         | 1. rész  | 2. rész  | 3. rész  | rajthely   | futott kör |
| --------------------- | -------- | ----------------- | -------------------- | -------- | -------- | -------- | ---------- | ---------- |
| 1                     | 6        | Nico Rosberg      | Mercedes             | 1:38,303 | 1:36,290 | 1:36,067 | 1          | 20         |
| 2                     | 44       | Lewis Hamilton    | Mercedes             | 1:37,196 | 1:37,287 | 1:36,443 | 2          | 16         |
| 3                     | 77       | Valtteri Bottas   | Williams-Mercedes    | 1:38,249 | 1:37,499 | 1:36,906 | 3          | 19         |
| 4                     | 19       | Felipe Massa      | Williams-Mercedes    | 1:37,877 | 1:37,347 | 1:37,205 | 4          | 20         |
| 5                     | 3        | Daniel Ricciardo  | Red Bull-Renault     | 1:38,814 | 1:37,873 | 1:37,244 | 5          | 17         |
| 6                     | 14       | Fernando Alonso   | Ferrari              | 1:38,349 | 1:38,010 | 1:37,610 | 6          | 16         |
| 7                     | 22       | Jenson Button     | McLaren-Mercedes     | 1:38,574 | 1:38,024 | 1:37,655 | 12[1]      | 17         |
| 8                     | 20       | Kevin Magnussen   | McLaren-Mercedes     | 1:38,557 | 1:38,047 | 1:37,706 | 7          | 16         |
| 9                     | 7        | Kimi Räikkönen    | Ferrari              | 1:38,669 | 1:38,263 | 1:37,804 | 8          | 22         |
| 10                    | 99       | Adrian Sutil      | Sauber-Ferrari       | 1:38,855 | 1:38,378 | 1:38,810 | 9          | 15         |
| 11                    | 13       | Pastor Maldonado  | Lotus-Renault        | 1:38,608 | 1:38,467 |          | 10         | 16         |
| 12                    | 11       | Sergio Pérez      | Force India-Mercedes | 1:39,200 | 1:38,554 |          | 11         | 16         |
| 13                    | 27       | Nico Hülkenberg   | Force India-Mercedes | 1:38,931 | 1:38,598 |          | 13         | 16         |
| 14                    | 26       | Danyiil Kvjat     | Toro Rosso-Renault   | 1:38,936 | 1:38,699 |          | 17[2]      | 17         |
| 15                    | 25       | Jean-Éric Vergne  | Toro Rosso-Renault   | 1:39,250 |          |          | 14         | 10         |
| 16                    | 21       | Esteban Gutiérrez | Sauber-Ferrari       | 1:39,555 |          |          | 15         | 10         |
| 17                    | 1        | Sebastian Vettel  | Red Bull-Renault     | 1:39,621 |          |          | boxutca[3] | 3          |
| 18                    | 8        | Romain Grosjean   | Lotus-Renault        | 1:39,679 |          |          | 16         | 8          |
| 107%-os idő: 1:43,999 |          |                   |                      |          |          |          |            |            |

Megjegyzés:
- ↑ 1:  — Jenson Button autójában váltót kellett cserélni, ezért 5 rajthelyes büntetést kapott.[3]
- ↑ 2:  — Danyiil Kvjat autójában motort kellett cseréni, ezért 10 rajthelyes büntetést kapott.[4]
- ↑ 3:  — Sebastian Vettel autójába teljes egészében új erőforrást szereltek be, ezért a boxutcából kellett rajtolnia.[5]

## Futam
Az amerikai nagydíj futama november 2-án, vasárnap rajtolt.
| helyezés | rajtszám | versenyző         | csapat/motor         | futott kör | idő/kiesés oka   | rajthely | pont |
| -------- | -------- | ----------------- | -------------------- | ---------- | ---------------- | -------- | ---- |
| 1        | 44       | Lewis Hamilton    | Mercedes             | 56         | 1:40:04,785      | 2        | 25   |
| 2        | 6        | Nico Rosberg      | Mercedes             | 56         | +4,314           | 1        | 18   |
| 3        | 3        | Daniel Ricciardo  | Red Bull-Renault     | 56         | +25,560          | 5        | 15   |
| 4        | 19       | Felipe Massa      | Williams-Mercedes    | 56         | +26,924          | 4        | 12   |
| 5        | 77       | Valtteri Bottas   | Williams-Mercedes    | 56         | +30,992          | 3        | 10   |
| 6        | 14       | Fernando Alonso   | Ferrari              | 56         | +1:35,231        | 6        | 8    |
| 7        | 1        | Sebastian Vettel  | Red Bull-Renault     | 56         | +1:35,734        | boxutca  | 6    |
| 8        | 20       | Kevin Magnussen   | McLaren-Mercedes     | 56         | +1:40,682        | 7        | 4    |
| 9[1]     | 13       | Pastor Maldonado  | Lotus-Renault        | 56         | +1:47,870        | 10       | 2    |
| 10[1]    | 25       | Jean-Éric Vergne  | Toro Rosso-Renault   | 56         | +1:48,863        | 14       | 1    |
| 11       | 8        | Romain Grosjean   | Lotus-Renault        | 55         | +1 kör           | 16       |      |
| 12       | 22       | Jenson Button     | McLaren-Mercedes     | 55         | +1 kör           | 12       |      |
| 13       | 7        | Kimi Räikkönen    | Ferrari              | 55         | +1 kör           | 8        |      |
| 14       | 21       | Esteban Gutiérrez | Sauber-Ferrari       | 55         | +1 kör           | 15       |      |
| 15       | 26       | Danyiil Kvjat     | Toro Rosso-Renault   | 55         | +1 kör           | 17       |      |
| ki       | 27       | Nico Hülkenberg   | Force India-Mercedes | 16         | motor            | 13       |      |
| ki       | 11       | Sergio Pérez      | Force India-Mercedes | 1          | baleseti sérülés | 11       |      |
| ki       | 99       | Adrian Sutil      | Sauber-Ferrari       | 0          | baleset          | 9        |      |

Megjegyzés:
- ↑ 1:  — Pastor Maldonado és Jean-Éric Vergne 5-5 másodperces időbüntetést kaptak szabálytalanságok miatt, melyet utólag írtak jóvá az idejükhöz.[6]

## A világbajnokság állása a verseny után
| H   | Versenyzők       | Pont | H   | Konstruktőrök        | Pont |
| --- | ---------------- | ---- | --- | -------------------- | ---- |
| 1.  | Lewis Hamilton   | 316  | 1.  | Mercedes             | 608  |
| 2.  | Nico Rosberg     | 292  | 2.  | Red Bull-Renault     | 363  |
| 3.  | Daniel Ricciardo | 214  | 3.  | Williams-Mercedes    | 238  |
| 4.  | Valtteri Bottas  | 155  | 4.  | Ferrari              | 196  |
| 5.  | Sebastian Vettel | 149  | 5.  | McLaren-Mercedes     | 147  |
| 6.  | Fernando Alonso  | 149  | 6.  | Force India-Mercedes | 123  |
| 7.  | Jenson Button    | 94   | 7.  | Toro Rosso-Renault   | 30   |
| 8.  | Felipe Massa     | 83   | 8.  | Lotus-Renault        | 10   |
| 9.  | Nico Hülkenberg  | 76   | 9.  | Marussia-Ferrari     | 2    |
| 10. | Kevin Magnussen  | 53   | 10. | Sauber-Ferrari       | 0    |

(A teljes táblázat)

## Statisztikák
- Vezető helyen:
  - Nico Rosberg: 23 kör (1-15), (17-23) és (34)
  - Lewis Hamilton: 33 kör (16), (24-33) és (35-56)
- Lewis Hamilton 32. győzelme.
- Nico Rosberg 13. pole-pozíciója.
- Sebastian Vettel 24. leggyorsabb köre.
- A Mercedes 27. győzelme.
- Lewis Hamilton 68., Nico Rosberg 25., Daniel Ricciardo 8. dobogós helyezése.